# 查利亞普赫魯山
18°59′47″S 66°38′16″W / 18.99639°S 66.63778°W

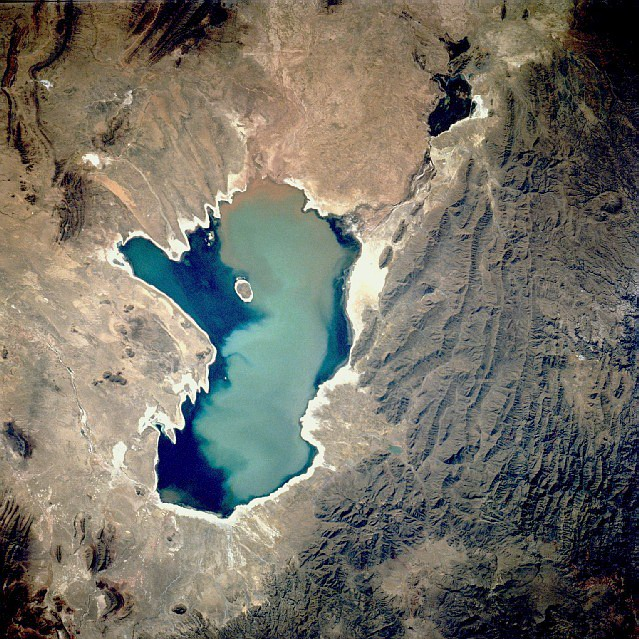

查利亞普赫魯山（Ch'alla Phujru），是玻利維亞的山峰，位於該國奧魯羅省的塞瓦斯蒂安帕加多爾省，處於波波湖以東，屬於安第斯山脈的一部分，海拔高度4,904米。